# گور مخیتاریان

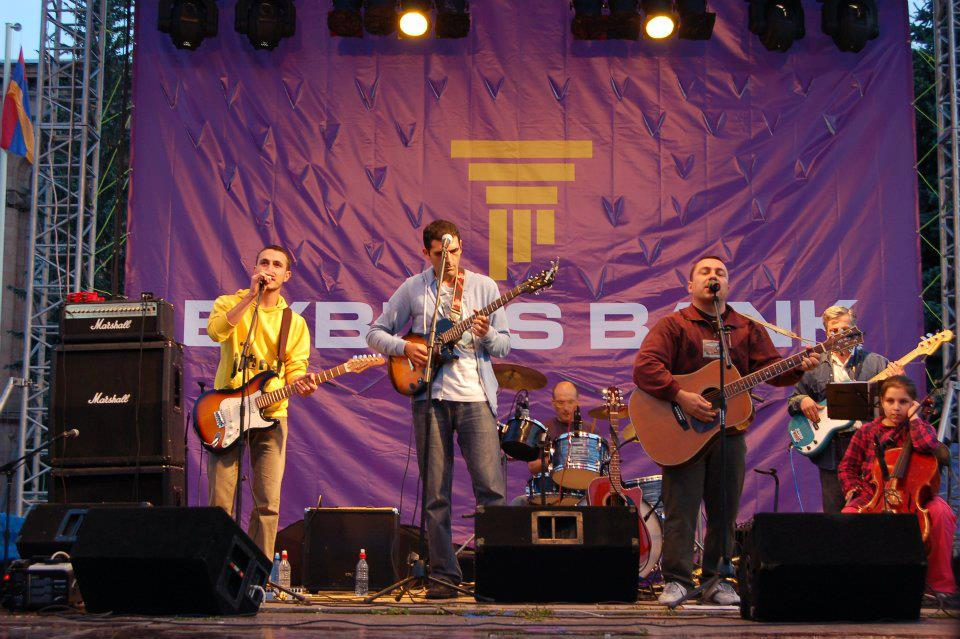
نفر وسط به همراه گروه "لاو الی"

گور مخیتاریان (ارمنی: Գոռ Մխիթարյան؛ زادهٔ ۱۹۷۳) خواننده و ترانه‌سرا اهل ارمنستان است. او از سال ۲۰۰۱ تاکنون مشغول فعالیته. وی به ایالات متحده آمریکا مهاجرت نمود و هم‌اکنون در لس آنجلس زندگی می‌کند. وی به دو زبان ارمنی و انگلیسی ترانه اجرا می‌کند.